# Hipnologia
Hipnologia (<grego hypnós = sono, com a acepção de "hipnose" + grego logein = estudo) é o estudo da hipnose, principalmente os seus aspectos característicos, o seu exercício, as suas aplicações práticas, terapêuticas ou não.
Também comporta digressões sob os aspectos filosófico, ontológico, psicológico, bem como admite, naturalmente, incursões espirituais e metafísicas e místicas, entre outras.
Pode ser considerada disciplina autônoma, mas usualmente é associada à feição e supervisão médica.

## Referência(s) bibliográfica(s)
- FERREIRA, Aurélio. Dicionário da Língua Portuguesa. Rio de Janeiro (RJ), Brasil: Nova Fronteira, 2000.
- WHITE, John (Org.). O mais elevado estado da consciência. São Paulo (SP), Brasil: Cultrix-Pensamento, 1997.

## Referência(s) externa(s)
- Consciência
- Conscienciologia
- Hipnose
- James Braid
- Psicologia
- Psicoterapia
- Sono
- Vigília
- História da hipnose